# Capoulet-et-Junac
Capoulet-et-Junac ist eine französische Gemeinde mit 191 Einwohnern (Stand 1. Januar 2022) im Département Ariège in der Region Okzitanien. Sie gehört zum Kanton Sabarthès und zum Arrondissement Foix.

## Lage
Die Gemeinde liegt in den französischen Pyrenäen im Tal des Vicdessos.
Nachbargemeinden sind Lapège im Nordwesten, Alliat im Norden, Niaux im Nordosten, Miglos im Südosten, Gestiès im Süden, Siguer im Südwesten und Illier-et-Laramade im Westen. 

## Bevölkerungsentwicklung

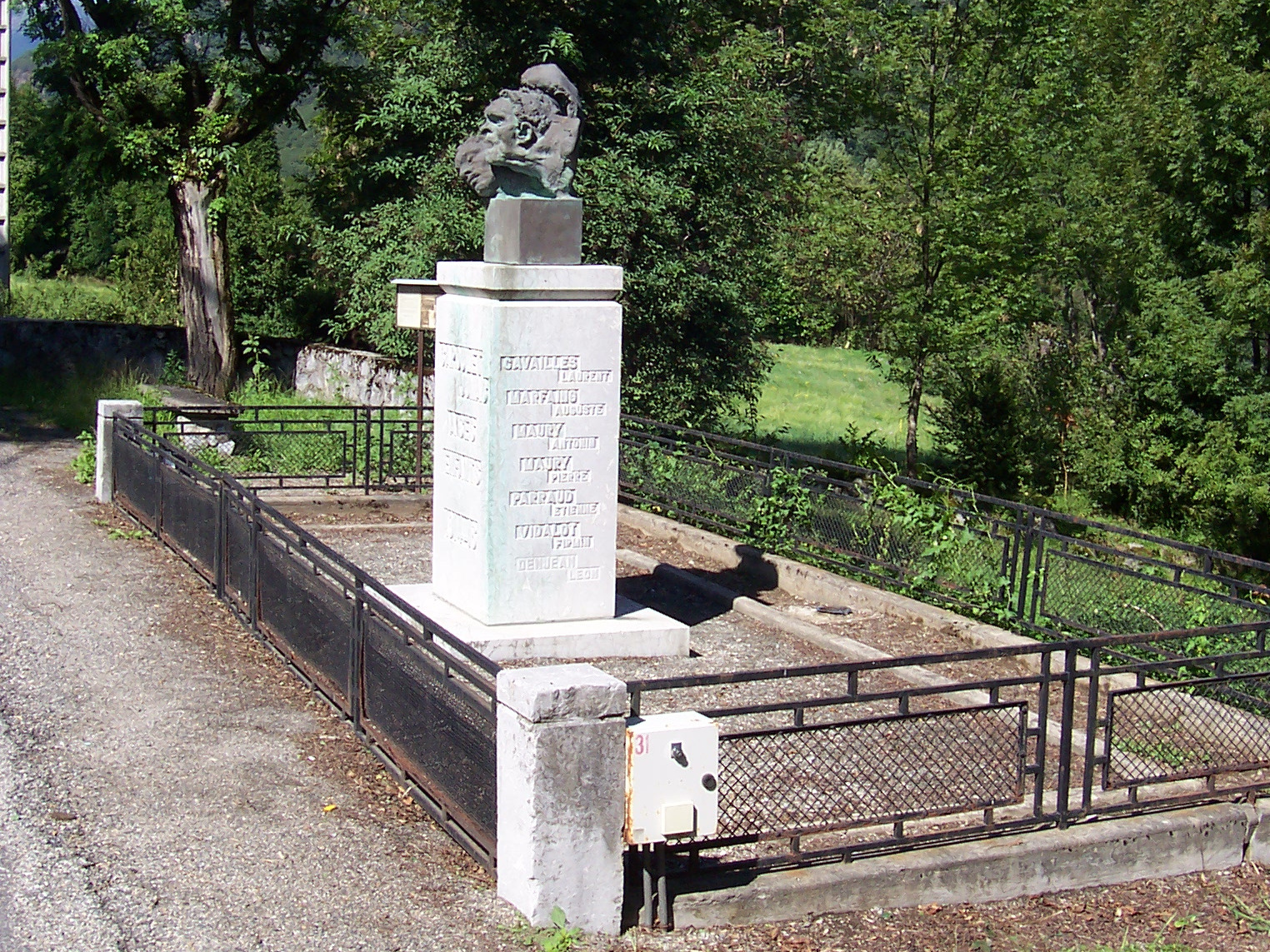
Kriegerdenkmal

| Jahr                       | 1962 | 1968 | 1975 | 1982 | 1990 | 1999 | 2008 | 2015 |
| -------------------------- | ---- | ---- | ---- | ---- | ---- | ---- | ---- | ---- |
| Einwohner                  | 218  | 189  | 173  | 158  | 194  | 194  | 179  | 170  |
| Quellen: Cassini und INSEE |      |      |      |      |      |      |      |      |